# H.C. Andersen (kriminalkommissær)
 Der er flere personer med dette navn, se H.C. Andersen (flertydig).
Hans Christian Andersen (20. februar 1890 i København – 19. maj 1965 sammesteds) var en dansk kriminalkommissær og modstandsmand.

## Karriere
H.C. Andersen var søn af arbejdsmand Jørgen Andersen (død 1917) og Emilie Nielsen (1863-1948) og blev 1918 ansat som politibetjent ved Københavns Politi som udlært bogbinder og overgik samme år til Statspolitiet. Ved Danmarks besættelse 1940 var han kriminalassistent og leder af bedrageriafdelingen på Københavns Politigård. Andersen havde fuldført studiet som engelsk translatør. Hans avancement skete i raskt tempo, da Andersen var en dynamisk og dygtig politimand.

## Under Besættelsen
Da det danske politi blev taget af tyskerne 19. september 1944, blev H.C. Andersen anholdt på Politigården og ført til Københavns Frihavn. Herfra skulle betjentene i skib føres til tysk koncentrationslejr. Gestapochef Karl Heinz Hoffmann, som ledede operationen, havde imidlertid afgjort, at kun politifolk under 60 år skulle med, og da Andersen kom under vejr med det, løj han sig seks år ældre – til 61 år – fik løsladelsespas uden videre undersøgelse, og med det i lommen forlod han skibet og Frihavnen.
Andersen kontaktede straks kolleger, som var undsluppet Gestapo, og dannede et netværk af illegale politifolk. Netværket dækkede snart hele landet, og Andersen havde kontakt til de illegale ministre – ikke mindst til H.C. Hansen. Gruppen udgav et illegalt politiblad Meddelelser, og det var bl.a. kildeskrift for den illegale presse via Information. 
Henimod besættelsens slutning fik H.C. Andersen en nøglerolle, for kredsen af kriminalfolk havde med ham som leder og senere kriminalinspektør i Rigspolitiets Efterretningstjeneste Hans Christensen som souschef, samlet en række yderst værdifulde optegnelser om stikkere og værnemagere. Andersen blev medlem af Frihedsrådets Arrestationsudvalg, som skulle indsamle oplysninger til brug for det kommende retsopgør. Som sådan samarbejdede han med Carsten Høeg, som opbevarede arkivet, og Frode Jakobsen. Oplysningerne indsamlet af Andersens netværk viste sig under retsopgøret værdifulde og førte til mange domfældelser.

## Efterkrigstiden
Umiddelbart efter besættelsen blev han overført til Rigspolitiets nyoprettede afdeling, Efterretningstjenesten, som souschef, en stilling han forlod 1947 efter udnævnelsen til kriminalkommissær. Derefter blev han leder af bedrageriafdelingen på Politigården. Andersen var i tre omgange indvalgt i Dansk Kriminalpolitiforenings bestyrelse, hvor han udførte et stort og uegennyttigt arbejde for sine kolleger 1926 og atter 1939 hvor han var foreningens sekretær. Derefter blev han bestyrelsesmedlem 1945. Han blev Ridder af Dannebrog 1950 og afskedigedes på grund af alder 1960.
Han blev borgerligt viet 17. marts 1924 med Anna Mathilde Thomsen (11. juni 1899 i Randlev – ?), datter af gårdejer Thomas Thomsen (1872-1955) og Johanne Marie Sørensen (død 1939).
Han er begravet på Solbjerg Parkkirkegård.